# Liste der Bodendenkmale in Glücksburg (Ostsee)
In der Liste der Bodendenkmale in Glücksburg (Ostsee) sind die Bodendenkmale der Stadt Glücksburg (Ostsee) nach dem Stand der Bodendenkmalliste des Archäologischen Landesamts Schleswig-Holstein von 2016 aufgelistet. Die Baudenkmale sind in der Liste der Kulturdenkmale in Glücksburg (Ostsee) aufgeführt.
| Denkmal-ID           | Befundart               | Bezeichnung | Zeitstellung | Lage | Bemerkungen                                            | Bild |
| -------------------- | ----------------------- | ----------- | ------------ | ---- | ------------------------------------------------------ | ---- |
| aKD-ALSH-Nr. 004 025 | Grabmal > Großsteingrab | Steinkammer | Neolithikum  |      |                                                        |      |
| aKD-ALSH-Nr. 004 026 | Grabmal > Kriegsgrab    | Kriegsgrab  | Neuzeit      |      | Soldatengrab aus der Zeit der Deutsch-Dänischen Kriege |      |
| aKD-ALSH-Nr. 004 027 | Grabmal > Kriegsgrab    | Kriegsgrab  | Neuzeit      |      | Soldatengrab aus der Zeit der Deutsch-Dänischen Kriege |      |
| aKD-ALSH-Nr. 004 028 | Grabmal > Kriegsgrab    | Kriegsgrab  | Neuzeit      |      | Soldatengrab aus der Zeit der Deutsch-Dänischen Kriege |      |
| aKD-ALSH-Nr. 004 029 | Grabmal > Kriegsgrab    | Kriegsgrab  | Neuzeit      |      | Soldatengrab aus der Zeit der Deutsch-Dänischen Kriege |      |